# Martín Cortés (actor)
Martín Cortés actor de cine y televisión mexicano, su carrera alcanzó notoriedad como estrella de teleseries desde mediados de los años 70s y 80s. 
Nació en el Estado de Sinaloa hacia 1948 como Luis Guillermo Castañeda. 
Incursionó en las telenovelas a comienzos de los años setenta figurando como actor de reparto antes de ser reconocido por el público. Es así que al finalizar la década pasó a protagonizar algunos célebres títulos del género como Corazón salvaje producida en 1977 por Ernesto Alonso y protagonizada por Angélica María

## Filmografía

### Telenovelas
- Ave Fénix (1986)
- Al final del arco iris (1982)
- Una mujer marcada (1979)
- No tienes derecho a juzgarme (1979)
- Corazón salvaje (1977)
- Mañana será otro día (1976)
- El milagro de vivir (1975)
- El chofer (1974)
- Extraño en su pueblo (1973) [1]

- Datos: Q123667402